# Petr Kazda
Petr Kazda, né le 14 avril 1978 à Prague (Tchécoslovaquie), est un réalisateur et scénariste tchèque.

## Filmographie partielle

### Au cinéma

#### Comme réalisateur
- 2016 : Moi, Olga Hepnarová (Já, Olga Hepnarová, coréalisé avec Tomás Weinreb)
- 2023 : Nobody Likes Me (en pré-production)

#### Comme scénariste
- 2012 : Tady hlídám já
- 2016 : Moi, Olga Hepnarová (Já, Olga Hepnarová)